# Nealcidion formosum
Nealcidion formosum là một loài bọ cánh cứng trong họ Cerambycidae.